# モバイルブック・ジェーピー
モバイルブック・ジェーピー (英: MobileBook.jp Inc.) は、電子書籍の出版取次業者である。
電子書籍の出版取次、電子書籍配信サイトのASPサービスを主力としており、メディアドゥに次ぐ電子書籍専業の大手取次である。

## 沿革
- 2000年9月 - 株式会社ミュージック・シーオー・ジェーピー（のちに株式会社ミュージック･ドット･ジェイピーに商号変更後、エムティーアイに吸収）のMusic.co.jp（現・Music.jp）にて、電子文庫出版社会（現：一般社団法人デジタル出版者連盟）の「電子文庫パブリ」の開発・運用を受託。
- 2001年12月 - ミュージック･シーオー・ドット･ジェイピーによって、パソコン・PDA向け電子書籍配信サービス「PDABOOK.JP」を開始。
- 2003年6月 - シャープ・ビットウェイ（現・出版デジタル機構）とともに、auのEZweb向けに携帯電話向け電子書籍配信サービス「EZ-Books」を開始。
- 2004年
  - 4月 - 携帯電話向け電子書籍配信サービス「au どこでも読書」を開始。
  - 7月 - NTTドコモのiモード向けに、携帯電話向け電子書籍配信サービス「DoCoMo どこでも読書」を開始。
- 2005年
  - 1月 - ミュージック･ドット･ジェイピーからの会社分割により、株式会社モバイルブック・ジェーピーを設立。
  - 6月 - 株式会社エムティーアイの子会社から持分法適用会社に異動。
- 2006年
  - 4月 - 電子出版流通プラットフォーム事業、MBJプラットフォームのサービス開始。携帯電話向け写真集配信サービス「au つや缶あり」を開始。
  - 7月 - 大日本印刷株式会社が筆頭株主となる[2]。
- 2007年
  - 1月 - 携帯電話向けオーディオブック配信サービス「DoCoMo 音の本棚」を配信開始。
  - 2月 - ソフトバンクモバイル向けに携帯電話向け電子書籍配信サービス「SoftBank どこでも読書」、携帯電話向け写真集配信サービス「SoftBank つや缶ありマス」を開始。
- 2010年
  - 1月 - 『DoCoMo　つや缶あり』（携帯向け電子書籍配信サービス）を開始
  - 5月 - プライバシーマーク取得
- 2011年
  - 7月 - Android端末向けに『どこでも読書』サービスを開始
  - 11月 - 電子図書館向け取次ぎサービスを開始
- 2012年
  - 大日本印刷株式会社の連結子会社となる[3]。
  - 5月 - 電子書店構築・運営支援サービスを開始
  - 6月 - iPhone向けに『どこでも読書』サービスを開始
  - 11月 - 株式会社ネオスと共同で『電子書店構築 CMS』のサービス開始
- 2013年7月 - パソコン向けに『どこでも読書』サービスを開始
- 2015年12月 - プリント・オン・デマンド（POD）の取次ぎサービスを開始
- 2021年12月 - 株式会社ロイヤリティバンクと資本業務提携を締結[4]
- 2022年4月 - NFTを付与して販売するサイト「MasterDig」の提供を開始[5]
- 2023年
  - 3月 - イマジネイション・プラスと共同運営で絵本読み放題アプリ「えほんのはこ」をApp Storeにてリリース[6]
  - 10月 - 出版物の献本を電子書籍で行う電子献本をサポートする「電子献本システム」の提供を開始[7]
- 2024年
  - 4月 - ソーシャルパブリシティ事業　第一弾「STOMPING」のベータ版をサービス開始
  - 7月 - 電子絵本読み放題アプリ「えほんのはこ」正式サービスを開始